# Chad Hedrick
Chad Hedrick (Spring, Texas, 17 april 1977) is een Amerikaans inline-skater, ijshockeyspeler en voormalig langebaanschaatser. In 2004 werd hij in Hamar onverwacht wereldkampioen allroundschaatsen bij de mannen. In 2006 won Hedrick goud op de Olympische Spelen van Turijn op de 5000m.

## Loopbaan

### Inline-skaten en ijshockey
Hedrick is geboren in de Amerikaanse staat Texas. Als inline-skater is hij een fenomeen: op 26-jarige leeftijd had hij al meer dan vijftig wereldtitels op zak. Hij is de "uitvinder" van de zogeheten Double Push of DP-slag: een speciale afzettechniek waarbij ook het bovenlichaam een sinus-achtige beweging maakt.
Hedrick heeft tien jaar beroepsmatig geskatet, en speelde ondertussen ijshockey. Hij verbeterde zich snel en lange tijd was een carrière in het ijshockey zijn doel.

### Langebaanschaatsen
Aanvankelijk was het langebaanschaatsen voor Chad Hedrick een soort conditietraining. Hij fietst niet, en weigert krachtoefeningen te doen. Hij acht de topsport en het goede leven niet onverenigbaar.
In 2003 deed Hedrick voor het eerst mee bij het internationale schaatsen op ijs: hij werd vijfde bij het wereldkampioenschap afstanden op de 5000 meter.
In januari 2004 werd hij na Shani Davis en KC Boutiette derde bij het Continentaal kampioenschap schaatsen 2004 (Noord-Amerika & Oceanië), dat als kwalificatietoernooi voor de WK schaatsen geldt. Bij dat toernooi, dat drie weken later in Hamar werd gehouden, verraste hij vriend en vijand door wereldkampioen te worden in een wereldrecord punten. Hij werd wereldkampioen op de 5000 meter op de WK Afstanden in 2004.
Op het Continentaal kampioenschap schaatsen 2005 (Noord-Amerika & Oceanië) werd hij wegens niet wisselen van baan gediskwalificeerd op de 10.000 meter maar werd als titelhouder toch als deelnemer ingeschreven voor het WK Allround waar hij achter Shani Davis tweede werd. Bij de WK Afstanden werd hij weer wereldkampioen op de 5000 meter.
Tijdens een World Cup wedstrijd in november 2005 in de Utah Olympic Oval van Salt Lake City reed hij op de 1500 meter met 1.42,78 ruim een halve seconde onder het wereldrecord van landgenoot Shani Davis.
In 2006 wist hij met zijn derde deelname aan het Continentaal kampioenschap dit toernooi voor de eerste keer te winnen, ook dit kampioenschap met een nieuw wereldrecord op de grote vierkamp. Tijdens het WK Allround van 2006 werd Hedrick tijdens de slotafstand ook hier gediskwalificeerd omdat hij (weer) vergat van baan te wisselen. Op dat moment stond hij tweede in het algemeen klassement.
De Olympische Winterspelen 2006 hadden voor Hedrick het toernooi moeten worden waar hij in de voetsporen van Eric Heiden zou treden. Hij kwam voor vijf keer goud, en het begin was goed met goud op de 5000 meter. Met een tijd van 6.14,68 bleef hij Sven Kramer en Enrico Fabris voor. Nadat de ploegenachtervolging in rook opging toen de Amerikanen werden verslagen door de Italianen wist hij reeds dat vijf maal goud er niet in zat. Op de 1000 meter stelde hij teleur door totaal niet in de prijzen te vallen en op de 1500 meter kwam hij niet verder dan de derde plaats, achter Fabris en Davis. Tijdens de laatste race, de 10 kilometer moest hij zijn meerdere erkennen in Bob de Jong.

### Na Turijn
Na de Olympische Spelen van Turijn nam Hedrick een lange schaatspauze die ervoor zorgde dat hij aan het begin van het nieuwe seizoen volledig uit vorm was. Tijdens de eerste Worldcup-wedstrijden van het seizoen 2006/2007 torste Hedrick duidelijk enig overgewicht mee en behaalde hij uiterst teleurstellende resultaten. Hij ging direct terug naar de VS om flink te trainen, maar was vlak voor de WK Allround nog lang niet terug op zijn oude niveau. Bij de laatste Worldcup-wedstrijden vóór het WK werd Hedrick bijvoorbeeld slechts vierde op de 1500 meter in de B-groep, in een tijd die ruim 5 seconden langzamer was dan die van de winnaar, Enrico Fabris.
Zijn titel van 2006 wist hij op het Continentaal kampioenschap van 2007 wel te prolongeren. Op het WK Allround zelf werd hij veertiende.
In 2008 reed hij het niet op het Continentaal kampioenschap maar werd wel aangewezen voor het WK Allround.
Hier kwam Hedrick weer terug in de top van het schaatsen. Hij kwam niet op het podium, maar eindigde wel op de vierde plek. Echter, op het WK Afstanden werden de 5000 (14e) en 10.000 meter (10e) een deceptie. Op die laatste afstand haalde Sven Kramer hem zelfs een ronde in.
In 2009 won hij voor de derde keer het Continentaal kampioenschap van Noord-Amerika & Oceanië. Op het WK Allround werd hij zesde, één plaats achter landgenoot Trevor Marsicano die op het CK nog tweede werd. Op 30 oktober 2009 maakte Hedrick via zijn Twitter bekend na de Olympische Winterspelen 2010 te stoppen met langebaanschaatsen. Op de Spelen wist hij twee medailles te behalen: brons op de 1000 meter en, samen met Brian Hansen en Jonathan Kuck, zilver op de ploegenachtervolging.

## Schaatsrecords

### Persoonlijke records
| Afstand      | Tijd     | Datum            | Baan           |
| ------------ | -------- | ---------------- | -------------- |
| 500 meter    | 35,52    | 26 december 2009 | Salt Lake City |
| 1000 meter   | 1.07,33  | 13 december 2009 | Salt Lake City |
| 1500 meter   | 1.42,14  | 4 december 2009  | Calgary        |
| 3000 meter   | 3.39,02  | 10 maart 2005    | Calgary        |
| 5000 meter   | 6.09,68  | 13 november 2005 | Calgary        |
| 10.000 meter | 12.55,11 | 31 december 2005 | Salt Lake City |

### Wereldrecords
| Nr. | Afstand        | Tijd     | Datum            | Baan           |
| --- | -------------- | -------- | ---------------- | -------------- |
| 1.  | Grote vierkamp | 150,478  | 8 februari 2004  | Hamar          |
| 2.  | Achtervolging  | 3.48,56* | 13 november 2004 | Hamar          |
| 3.  | 3000 meter     | 3.39,02  | 10 maart 2005    | Calgary        |
| 4.  | 5000 meter     | 6.09,68  | 13 november 2005 | Calgary        |
| 5.  | 1500 meter     | 1.42,78  | 18 november 2005 | Salt Lake City |
| 6.  | 10.000 meter   | 12.55,11 | 31 december 2005 | Salt Lake City |
| 7.  | Grote vierkamp | 148,799  | 22 januari 2006  | Calgary        |

* samen met KC Boutiette en Derek Parra

#### Wereldrecords laaglandbaan (officieus)
| Nr. | Afstand    | Tijd    | Datum            | Baan       |
| --- | ---------- | ------- | ---------------- | ---------- |
| 1.  | 3000 meter | 3.46,95 | 21 november 2003 | Heerenveen |
| 2.  | 5000 meter | 6.14,68 | 10 februari 2006 | Turijn     |

### Adelskalender
Van 13 november 2005 tot 17 november 2007 was Chad Hedrick aanvoerder van de Adelskalender. Daarmee heeft hij 734 dagen aan de top van de lijst gestaan.
Hieronder staan de persoonlijke records (PR's) waarmee Chad Hedrick aan de top van de Adelskalender kwam en de PR's die hij had staan toen hij van de eerste plek verdreven werd. Tevens zijn de gegevens weergegeven van de schaatsers die voor en na hem aan de top van de lijst stonden.
| Datum      | 500 m | 1500 m  | 5000 m  | 10.000 m | Punten  | Voorganger / Opvolger |
| ---------- | ----- | ------- | ------- | -------- | ------- | --------------------- |
| 10-11-2005 | 36,29 | 1.44,57 | 6.14,66 | 12.58,92 | 147,558 | Jochem Uytdehaage     |
| 13-11-2005 | 36,37 | 1.44,24 | 6.09,68 | 13.03,99 | 147,284 |                       |
| 18-03-2006 | 35,58 | 1.42,78 | 6.09,68 | 12.55,11 | 145,563 |                       |
| 17-11-2007 | 36,41 | 1.43,99 | 6.03,32 | 12.41,69 | 145,489 | Sven Kramer           |

## Schaatsresultaten
| Jaar | CK N-Amerika | WK Allround | WK Afstanden                   | Olympische Spelen                                         | Wereldbeker                   |
| ---- | ------------ | ----------- | ------------------------------ | --------------------------------------------------------- | ----------------------------- |
| 2003 |              |             | 5e 5000m                       |                                                           | 26e 5/10 km                   |
| 2004 | Brons        | Goud        | 5e 1500m · 5000m · 10.000m     | 10e 1500m · 5/10 km                                       |                               |
| 2005 | DQ4          | Zilver      | 5e 1500m · 5000m · 10.000m     | 4e 1500m 9e 5/10 km                                       |                               |
| 2006 | Goud         | DQ4         |                                | 6e 1000 m · 1500 m · 5000 m · 10.000 m · 6e Achtervolging | 1500m · 5/10 km               |
| 2007 | Goud         | NC14        | 24e 5000m 7e 10.000m           |                                                           | 33e 1500m 19e 5/10 km         |
| 2008 |              | 4e          | 7e 1500m 14e 5000m 10e 10.000m | 11e 1500m 6e 5/10 km                                      |                               |
| 2009 | Goud         | 6e          | 4e 1500m                       | 45e 1000m 6e 1500m 14e 5/10 km                            |                               |
| 2010 |              |             |                                | 1000 m · 6e 1500 m · 11e 5000 m · Achtervolging           | 11e 1000m 5e 1500m 11e 5k/10k |

DQ4 = gediskwalificeerd op de vierde afstand
NC# = niet gekwalificeerd voor de laatste afstand, maar wel als # geklasseerd in de eindrangschikking

### Medaillespiegel
| Kampioenschap     | Goud | Zilver | Brons |
| ----------------- | ---- | ------ | ----- |
| CK N-Amerika      | 3    | 0      | 1     |
| WK Allround       | 1    | 1      | 0     |
| WK Afstanden      | 2    | 0      | 2     |
| Olympische Spelen | 1    | 2      | 2     |

## Inline-skate resultaten

### Wereldtitels Inline-skaten

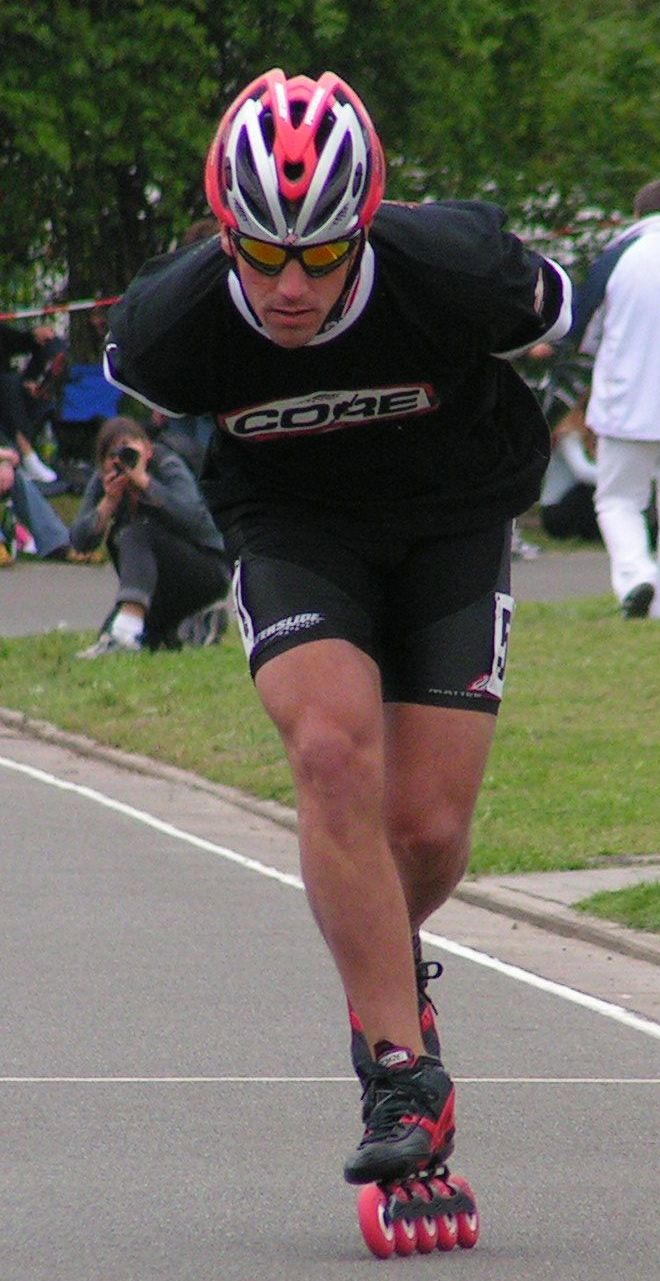
Chad Hedrick in Groß-Gerau, Duitsland, in 2005.

Hieronder een overzicht van de wereldtitels van Chad Hedrick bij het inline-skaten.
| jaar   | Aantal | Baan (Piste)                                            | Weg                        |
| ------ | ------ | ------------------------------------------------------- | -------------------------- |
| 1994   | 1      | 1500 m                                                  |                            |
| 1995   | 6      | 10.000 m 1500 m 10.000 m                                | 20.000 m 10.000 m Marathon |
| 1996   | 7      | 10.000 m 5.000 m 20.000 m 10.000 m Relay                | 1500 m 10.000 m 20.000 m   |
| 1997   | 7      | 10.000 m 1500 m 20.000 m 10.000 m Relay                 | 20.000 m 10.000 m 1500 m   |
| 1998   | 7      | 1500 m 10.000 m 15.000 m 20.000 m 10.000 m Relay        | 1500 m 15.000 m            |
| 1999   | 9      | 1000 m 1500 m 10.000 m 15.000 m 20.000 m 10.000 m Relay | 1000 m 10.000 m 20.000 m   |
| 2000   | 5      | 10.000 m 20.000 m 10.000 m Relay                        | 10.000 m 15.000 m          |
| 2001   | 7      | 1000 m 10.000 m 15.000 m 10.000 m Relay                 | 20.000 m 15.000 m 10.000 m |
| 2002   | 2      | 1000 m 20.000 m                                         |                            |
| Totaal | 50     |                                                         |                            |

## Trivia
- Tijdens de vooravond van de eerste wereldbekerwedstrijd in het Olympisch seizoen 2010 in Berlijn liet Hedrick weten God "ontzettend dankbaar te zijn" voor een "prachtig gezond kind en zo'n mooi leven"[2].
- In 2000 won hij de marathon van Hamburg op inline-skates.

Rudolf Ericson · Peder Østlund · Jaap Eden · Oscar Mathisen · Ivar Ballangrud · Michael Staksrud · Åke Seyffarth · Nikolaj Mamonov · Hjalmar Andersen · Boris Sjilkov · Dmitri Sakoenenko · Juhani Järvinen · Knut Johannesen · Jonny Nilsson · Per Ivar Moe · Eduard Matoesevitsj · Ard Schenk · Kees Verkerk · Magne Thomassen · Hans van Helden · Vladimir Lobanov · Jan Egil Storholt · Sergej Martsjoek · Vladimir Belov · Eric Heiden · Viktor Sjasjerin · Andrej Bobrov · Nikolaj Goeljajev · Michael Hadschieff · Eric Flaim · Johann Olav Koss · Falko Zandstra · Rintje Ritsma · Gianni Romme · Jochem Uytdehaage · Chad Hedrick · Sven Kramer · Shani Davis · Patrick Roest
1924: Clas Thunberg ·
1928: Ivar Ballangrud ·
1932: Irving Jaffee ·
1936: Ivar Ballangrud ·
1948: Reidar Liaklev ·
1952: Hjalmar Andersen ·
1956: Boris Sjilkov ·
1960: Viktor Kositsjkin ·
1964: Knut Johannesen ·
1968: Fred Anton Maier ·
1972: Ard Schenk ·
1976: Sten Stensen ·
1980: Eric Heiden ·
1984: Tomas Gustafson ·
1988: Tomas Gustafson ·
1992: Geir Karlstad ·
1994: Johann Olav Koss ·
1998: Gianni Romme ·
2002: Jochem Uytdehaage ·
2006: Chad Hedrick ·
2010: Sven Kramer ·
2014: Sven Kramer ·
2018: Sven Kramer ·
2022: Nils van der Poel
- International Standard Name Identifier: 0000 0003 9511 941X
- Nederlandse Thesaurus van Auteursnamen: 291007643
- Virtual International Authority File: 289761332